# The Mission Bell
The Mission Bell é o sétimo álbum de estúdio da banda Delirious?, lançado a 7 de Novembro de 2005.
O disco atingiu o nº 29 do Top Christian Albums e o nº 30 do Top Heatseekers.

## Faixas
1. "Stronger" – 4:51
2. "Now Is The Time" – 4:05
3. "Solid Rock" – 4:33 (com Tobymac)
4. "All This Time" – 5:26
5. "Miracle Maker" – 5:44
6. "Here I Am, Send Me" – 4:13
7. "Fires Burn" – 4:18
8. "Our God Reigns" – 5:41
9. "Love Is A Miracle" – 3:48 (com DJ A Skillz)
10. "Paint The Town Red" – 2:19
11. "Take Off My Shoes" – 6:28
12. "I'll See You" – 3:44 (com Moya Brennan nas vocais e Steve Mason na guitarra)

## Créditos
- Máire Brennan - Vocal
- John Gibbons Choir - Coro
- Steve Morris - Guitarra
- Martin Smith - Guitarra, vocal
- Stewart Smith - Percussão
- Jon Thatcher - Baixo